# Phénomène lumineux transitoire
Pour les articles homonymes, voir TLE.

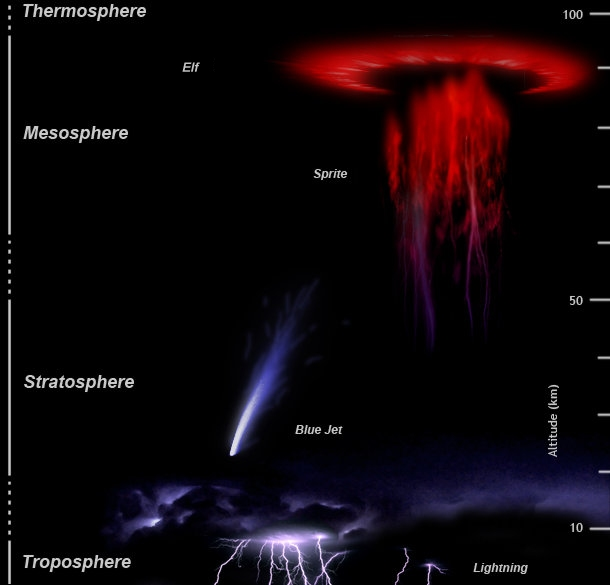
Les différentes formes de phénomènes lumineux éphémères.

Les phénomènes lumineux transitoires (Transient Luminous Event ou TLE en anglais), parmi lesquels les farfadets (sprites en anglais), regroupent différents types de phénomènes lumineux visibles en haute atmosphère et accompagnant les orages.

## Historique
L'existence des phénomènes lumineux transitoires, moins couramment appelés phénomènes lumineux éphémères ou éclairs de haute atmosphère, a été envisagée dans les années 1920 par le physicien écossais C. T. R. Wilson. Cependant, le premier TLE n'est découvert qu'au début des années 1990. Il est observé par hasard, sur un enregistrement vidéo du 6 juillet 1989. Des chercheurs de l'université du Minnesota filmaient le lancement d'une fusée et la caméra a enregistré un orage lointain. Un TLE a ensuite été identifié, bien qu'il n'apparaisse que sur deux images du film. Par la suite, des TLE ont été enregistrés par un grand nombre de systèmes d'enregistrement optique. Début 2009, le nombre total d’évènements enregistrés est estimé à plusieurs dizaines de milliers. Le taux global d'occurrence des TLE a été estimé, à partir des observations du satellite FORMOSAT-2, à plusieurs millions d’évènements par année.
Les TLE sont des phénomènes de fluorescence optique, provoqués par des décharges électriques au cours d'orages sous-jacents. Ils durent généralement entre moins d'une milliseconde et plus de 2 secondes.
Ces phénomènes sont encore peu connus, de même que leur dangerosité pour les aéronefs, notamment les engins spatiaux. Une hypothèse veut que lors de l'accident de la navette spatiale Columbia ait été provoqué par un de ces éclairs, hypothèse réfutée par la NASA.
Les noms de farfadets et de jets bleus sont devenus répandus après la mise en ligne, sur Internet, d'une vidéo réalisée lors d'une campagne de recherche aéroportée destinée à étudier les farfadets, en 1994.

## Typologie

### Farfadets
Pour les articles homonymes, voir Farfadet.

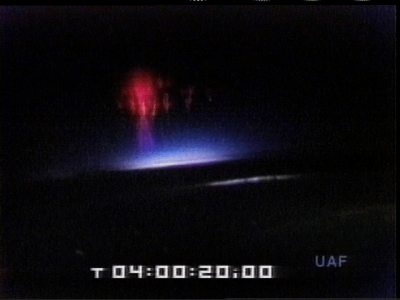
Farfadet lors d'un orage, observé par la NASA. La couleur provient de la pression du diazote.

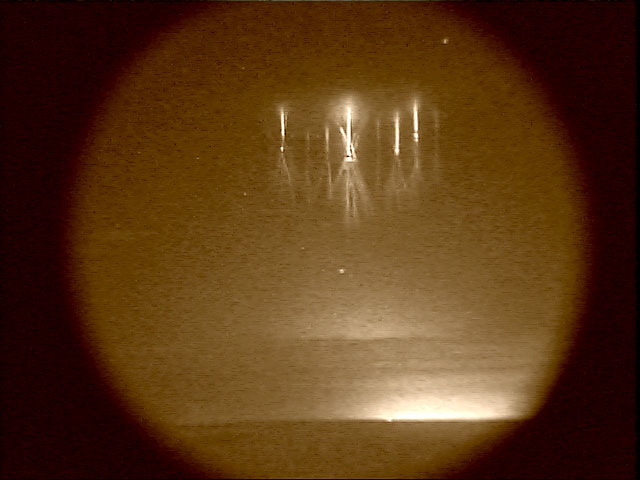
Farfadets lors d'un orage, observés par la NASA. On distingue clairement leur groupement.

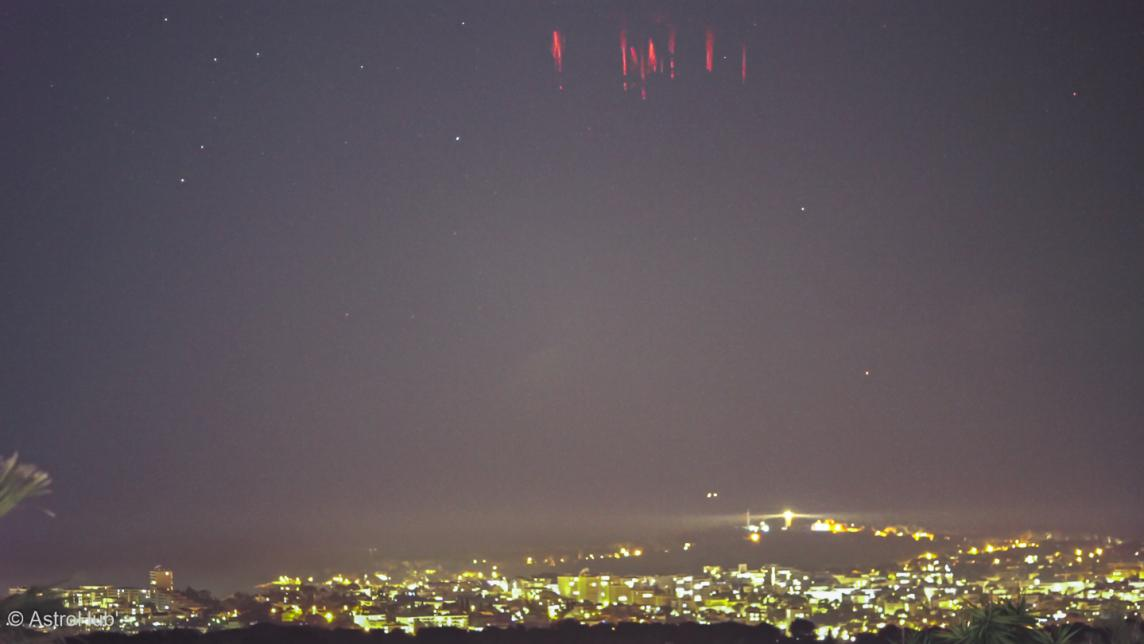
Farfadets au-dessus d'Antibes (Alpes-Maritimes)

Les farfadets (sprites, en anglais), également dénommés sylphes rouges, apparaissent par groupes de deux ou trois, lors d'éclairs puissants, dans la mésosphère (haute atmosphère). Leur faible durée (de quelques millisecondes à quelques centaines de millisecondes) et leur altitude les rendent difficiles à observer du sol, ce qui explique qu'ils n'aient été photographiés pour la première fois que le 6 juillet 1989, accidentellement, depuis une navette spatiale, puis au sol en 1994, mais le phénomène est décrit depuis plus d'un siècle.
Ils ont une forme de méduse d'un à cinquante kilomètres de large dont les filaments surmontés d'arcs pendent en direction de la Terre, et se forment entre 80 kilomètres et 145 kilomètres d'altitude, pour descendre vers les 40 kilomètres d'altitude. Ceux qui ont la forme de colonnes verticales sont appelés C-sprites (columniform sprites, en anglais). Certains de ces C-sprites présentent des vrilles pendantes, et portent alors le nom de « farfadets-carottes ».
Ces lueurs semblent provoquées par des perturbations ionisantes, se produisant au-dessus d'un nuage d'orage, ou cumulonimbus, et dues à des éclairs positifs de grande taille entre le nuage et la Terre. L'atmosphère réagit alors comme un tube fluorescent, et devient lumineuse, d'une couleur variant entre le rouge-orangé (au sommet) et le bleu verdâtre (à la base). Cette couleur provient du diazote N2 de l'air, qui émet des rayons lumineux de longueurs d'onde différentes suivant la pression (qui diminue avec l'altitude). Leur apparition peut être précédée par celle d'un halo rougeâtre.
Un autre mécanisme proposé pour la formation des farfadets est lié à des avalanches d’électrons relativistes, d’une énergie supérieure à 1 MeV, déclenchées à travers la stratosphère et la mésosphère par les rayonnements cosmiques. Ces faisceaux d’électrons ascendants pourraient interagir avec les molécules de l’air et produire des rayonnements X et gamma secondaires et ionisent la partie supérieure de la ionosphère.
Ils ont été baptisés ainsi par des chercheurs de l'université d'Alaska, qui entendaient ainsi éviter d'associer à ces phénomènes, alors encore largement inexpliqués, des propriétés physiques erronées. Leur nom fait référence à Ariel, un farfadet (esprit de l'Air) espiègle de La Tempête, de Shakespeare. On en a observé actuellement (2009) des dizaines de milliers. Les farfadets ont, parfois à tort, été tenus pour responsables d'accidents inexpliqués impliquant des véhicules en opération à haute altitude au-dessus des orages.
Des expériences en laboratoire on reproduit la création de farfadets dans des mélanges gazeux simulant l'atmosphère de Vénus, Jupiter, et Saturne.

### Elfes
Les elfes (acronyme de Emission of Light and Very low-frequency perturbations from Electromagnetic pulse Sources, ELVES, en anglais), ou halos, prennent la forme de disques faiblement lumineux (ou d'anneaux, selon les observateurs), et apparaissent lors d'éclairs puissants, à la base de l’ionosphère (à des altitudes de l’ordre de la centaine de kilomètres). Ces lueurs sont en expansion. Leur diamètre atteint 400 km.
Ces disques semblent provoqués par des impulsions électromagnétiques, résultant d'un orage, qui se propagent dans toutes les directions, formant une sphère, et accélérant des électrons. Lorsque cette sphère atteint une altitude d'environ 100 kilomètres, les molécules de gaz azote de l'atmosphère s'illuminent, à la suite de leur excitation lors de collisions avec les électrons accélérés. La forme de disque observée est due à l'intersection entre cette sphère et cette couche plane de l'atmosphère. Leur faible durée (environ 1  à   5 millisecondes) et leur altitude les rendent difficiles à observer du sol. Leur couleur est restée longtemps une énigme, mais on pense maintenant (2009) qu'ils ont une teinte rouge.
La première observation d'un elfe a lieu lors de la mission STS-41 de la navette spatiale Discovery, lors d'un survol de la Guyane française, le 7 octobre 1990.

### Jets

#### Jets bleus
Les jets bleus sont des lueurs bleues montant des nuages orageux vers la stratosphère. Ils diffèrent des farfadets en ce qu'ils se projettent à partir du sommet d'un cumulonimbus, au-dessus d'un orage, généralement sous la forme d'un cône étroit, d'angle voisin de 15°, en direction des niveaux inférieurs de l'ionosphère, à 40  à   50 kilomètres au-dessus de la Terre. De plus, alors que les farfadets ont tendance à être associés à une activité significative des éclairs, les jets bleus ne semblent pas être directement déclenchés par ces derniers. Cependant, ils apparaissent associés avec la grêle, durant les orages. Ils sont aussi plus brillants que les farfadets et, comme leur nom l'indique, de couleur bleue. On pense que celle-ci est due à un ensemble de raies spectrales d'émission dans le bleu et le proche ultraviolet, attribuées au diazote, neutre et ionisé. La vitesse ascensionnelle des jets bleus est de l'ordre de 100 km/s.
Le premier enregistrement date du 21 octobre 1989, sur une vidéo monochrome d'un orage sur l'horizon, prise à partir de la navette spatiale américaine, alors qu'elle survolait l'Australie. Les jets bleus sont beaucoup moins fréquents que les farfadets. En 2007, moins d'une centaine d'images avaient été prises. La plupart d'entre elles, y compris la première en couleur, est associée avec un orage unique, étudié par les chercheurs de l'université d'Alaska. Ces images ont été obtenues lors d'une série de vols aériens de 1994, destinés à étudier les farfadets.

#### Démarreurs bleus
Les démarreurs bleus sont découverts sur une vidéo enregistrée lors d'un vol nocturne de recherche au voisinage d'orages. Un démarreur bleu est « un phénomène lumineux ascendant étroitement apparenté aux jets bleus ». Il est plus bref et plus brillant qu'un jet bleu et n'atteint que 20 km d'altitude. Selon le Dr Victor Pasko, professeur associé de génie électrique, « les démarreurs bleus semblent être des jets bleus qui ne se forment pas totalement ».

#### Jets géants
Le 14 septembre 2001, des scientifiques de l'observatoire d'Arecibo photographient un jet géant, d'une taille double de celle des jets précédemment observés. Il atteint environ 70 km d'altitude dans l'atmosphère. Il est situé au-dessus d'un orage océanique, et dure moins d'une seconde. Le jet est d'abord observé avec une vitesse ascensionnelle de 50 km/s, similaire à celle d'un jet bleu classique, puis il se divise en deux et, selon des sources à confirmer, atteint alors 250 km/s. Lorsqu'il  entre dans l'ionosphère, il se disperse avec un brillant éclat de lumière.
Le 22 juillet 2002, cinq jets géants, de 60  à   70 km de long, sont observés, à partir de Taïwan, au-dessus de la mer de Chine du Sud,. Les jets durent moins d'une seconde, avec des formes comparées par les chercheurs à celles d'arbres et de carottes géants.

### Autres
D'autres types de phénomène lumineux transitoire comprennent les gnomes.[réf. nécessaire]

## Études scientifiques
Les premières observations, depuis l'espace et avec des micro-caméras, de farfadets et d'éclairs au nadir ont été effectuées depuis la Station spatiale internationale au cours de l'expérience LSO (Lightning and Sprites Observations), durant la mission Delta. Développée par le Département analyse surveillance environnement (DASE) du Commissariat à l'énergie atomique (CEA), l'expérience LSO est à bord de la Station spatiale internationale (ISS) depuis qu’elle y a été installée, lors de la mission Andromède, par Claudie Haigneré (21 au 31 octobre 2001). Elle se compose de deux micro-caméras numériques pilotées par un ordinateur portable. L'une de ces caméras est équipée d'un filtre adapté à l'observation des sylphes, tandis que l'autre est chargée d’observer les éclairs dans le spectre visible. Ces deux caméras sont fixées sur un hublot pointant vers le nadir pour des périodes de 5 jours, lorsque la stabilisation de l’ISS le permet, et elles sont actionnées pendant la nuit au-dessus des continents, les orages étant plus rares sur les océans.  
L’expérience LSO fait partie des missions traditionnelles des astronautes européens. « LSO est une expérience pionnière, souligne Élisabeth Blanc, du Laboratoire de détection et de géophysique du Commissariat à l’énergie atomique. Les observations précédentes se faisaient à l’horizon, nous sommes les premiers à observer au nadir ». 
Le projet de micro-satellite Taranis (Tool for the Analysis of RAdiation from lightNIng and Sprites) qui a été lancé en novembre 2020 proposait l'étude du couplage atmosphère-ionosphère-magnétosphère lors des orages atmosphériques,. Cependant, la fusée Vega chargée de la mise en orbite a explosé en vol .